# Morti nel 1952
| Questa pagina contiene informazioni ricavate automaticamente dalle voci biografiche con l'ausilio del template Bio e di un bot. L'aggiornamento è periodico e automatico e ricostruisce completamente la pagina. Se manca una persona in questa lista, sei pregato di non aggiungerla, ma accertati piuttosto che la sua voce biografica contenga il template Bio e che i dati anagrafici siano correttamente compilati. Se il template Bio manca, inseriscilo tu stesso o, in alternativa, metti l'avviso {{tmp\|Bio}} che ne segnala la mancanza. Se i dati riportati sono sbagliati, correggi direttamente la voce biografica; le modifiche saranno visibili in questa lista entro pochi giorni. Per chiarimenti vedi il progetto biografie. La lista contiene solo le 819 persone che sono citate nell'enciclopedia e per le quali è stato implementato correttamente il template Bio. Pagina aggiornata al 18 ago 2025. |

## Gennaio(73)
- 1º gennaio - Kenneth Hayes Miller, pittore statunitense (n. 1876)
- 1º gennaio - Şehzade Abdürrahim Hayri, principe ottomano (n. 1894)
- 2 gennaio - Giuseppe Di Donna, vescovo cattolico italiano (n. 1901)
- 2 gennaio - Giancarlo Maroni, architetto italiano (n. 1893)
- 4 gennaio - Alceo Folicaldi, poeta italiano (n. 1900)
- 4 gennaio - Constant Permeke, artista e scultore belga (n. 1886)
- 4 gennaio - Antonio Rossaro, giornalista, scrittore e presbitero italiano (n. 1883)
- 5 gennaio - Victor Hope, II marchese di Linlithgow, politico britannico (n. 1887)
- 6 gennaio - Robert Doerr, medico e curatore editoriale austro-ungarico (n. 1871)
- 6 gennaio - Kostaq Cipo, giornalista, linguista e politico albanese (n. 1892)
- 6 gennaio - John Francis Skjellerup, astronomo australiano (n. 1875)
- 7 gennaio - Arturo Chiappe, calciatore argentino (n. 1889)
- 8 gennaio - Antonia Maury, astronoma statunitense (n. 1866)
- 9 gennaio - Paul Außerleitner, saltatore con gli sci austriaco (n. 1925)
- 9 gennaio - Andrea Cassulo, arcivescovo cattolico italiano (n. 1869)
- 9 gennaio - Joan Winch, tennista britannica (n. 1870)
- 10 gennaio - Arthur Everitt, schermidore britannico (n. 1872)
- 11 gennaio - Rollin Feitshans, tennista statunitense (n. 1881)
- 11 gennaio - Augusto Jandolo, antiquario, poeta e scrittore italiano (n. 1873)
- 11 gennaio - Konrad Keller, politico, imprenditore e agricoltore svizzero (n. 1876)
- 11 gennaio - Jean de Lattre de Tassigny, generale francese (n. 1889)
- 11 gennaio - Aureliano Pertile, tenore italiano (n. 1885)
- 12 gennaio - Wilhelm Heckel, tedesco (n. 1879)
- 12 gennaio - Walter Tammas, tiratore di fune britannico (n. 1870)
- 13 gennaio - Francesco Mauro, dirigente sportivo e politico italiano (n. 1887)
- 14 gennaio - Artur Kapp, compositore estone (n. 1878)
- 15 gennaio - Francisco Blanco Nájera, vescovo cattolico spagnolo (n. 1889)
- 15 gennaio - Giuseppe Guastalla, scultore italiano (n. 1867)
- 15 gennaio - Achille Luciano Mauzan, pubblicitario, illustratore e pittore francese (n. 1883)
- 16 gennaio - Paolo Grilli, pittore e scultore italiano (n. 1857)
- 16 gennaio - Kathryn O'Loughlin McCarthy, politica statunitense (n. 1894)
- 16 gennaio - Gile Steele, costumista statunitense (n. 1908)
- 16 gennaio - Thomas Wayland Vaughan, geologo e oceanografo statunitense (n. 1870)
- 17 gennaio - Ugo Bordoni, fisico e dirigente d'azienda italiano (n. 1884)
- 18 gennaio - Ange-Marie Hiral, vescovo cattolico francese (n. 1871)
- 18 gennaio - Curly Howard, attore e comico statunitense (n. 1903)
- 18 gennaio - Jonas Staugaitis, politico lituano (n. 1868)
- 19 gennaio - Massimiliano Eugenio d'Asburgo-Lorena, nobile austriaco (n. 1895)
- 19 gennaio - Walter Tennyson Swingle, botanico e biologo statunitense (n. 1871)
- 19 gennaio - Sunao Tawara, medico giapponese (n. 1873)
- 19 gennaio - Giuseppe de Finetti, architetto e urbanista italiano (n. 1892)
- 20 gennaio - Domenico Fradiacono, fantino italiano (n. 1877)
- 21 gennaio - Jenő Rátz, generale ungherese (n. 1882)
- 21 gennaio - Nicola Siles, politico italiano (n. 1873)
- 22 gennaio - Robert Porter Patterson, politico statunitense (n. 1891)
- 22 gennaio - Roger Vitrac, commediografo francese (n. 1899)
- 22 gennaio - Alberto I di Thurn und Taxis, principe tedesco (n. 1867)
- 23 gennaio - Mathias Becker, calciatore lussemburghese (n. 1907)
- 23 gennaio - Märta Ekström, attrice svedese (n. 1899)
- 23 gennaio - Emma Justine Farnsworth, fotografa statunitense (n. 1860)
- 24 gennaio - Edgar Erskine Hume, generale e medico statunitense (n. 1889)
- 25 gennaio - Aloisio di Löwenstein-Wertheim-Rosenberg, politico tedesco (n. 1871)
- 25 gennaio - François Gagnepain, botanico francese (n. 1866)
- 25 gennaio - Polly Moran, attrice statunitense (n. 1883)
- 25 gennaio - Sveinn Björnsson, politico islandese (n. 1881)
- 26 gennaio - Horloogijn Čojbalsan, politico e generale mongolo (n. 1895)
- 26 gennaio - Natal'ja Sergeevna Šeremetevskaja, nobildonna russa (n. 1880)
- 27 gennaio - Massimo Avanzini, antifascista italiano (n. 1886)
- 27 gennaio - Xenia Silberberg, antifascista e scrittrice italiana (n. 1906)
- 27 gennaio - Louis Tronnier, generale tedesco (n. 1897)
- 27 gennaio - Fannie Ward, attrice statunitense (n. 1871)
- 28 gennaio - Olimpia Bida, religiosa ucraina (n. 1903)
- 28 gennaio - Thomas Hicks, maratoneta statunitense (n. 1876)
- 28 gennaio - Sergej Trufanov, religioso russo (n. 1880)
- 29 gennaio - Nicola Lombardi, avvocato, politico e giornalista italiano (n. 1870)
- 30 gennaio - Silvio D'Arzo, scrittore, poeta e saggista italiano (n. 1920)
- 30 gennaio - Luigi Ferri, vescovo cattolico italiano (n. 1868)
- 30 gennaio - Fabjan Kaliterna, architetto e dirigente sportivo croato (n. 1886)
- 30 gennaio - Virgilio Luisetti, tipografo, giornalista e politico italiano (n. 1889)
- 31 gennaio - George Broadhurst, commediografo e sceneggiatore inglese (n. 1866)
- 31 gennaio - Luigi Stefano Giarda, violoncellista e compositore italiano (n. 1868)
- 31 gennaio - Emilio Pantanali, militare italiano (n. 1893)
- 31 gennaio - Charles de Rochefort, attore e regista francese (n. 1887)

## Febbraio(69)
- 1º febbraio - Agustín Gómez Morato, generale spagnolo (n. 1879)
- 1º febbraio - Vincenzo Ussani, filologo classico e latinista italiano (n. 1870)
- 3 febbraio - Émile Bréhier, filosofo e storico della filosofia francese (n. 1876)
- 3 febbraio - Zalman Moishe HaYitzchaki, rabbino, mistico e religioso russo (n. 1872)
- 3 febbraio - Pedro Muguruza, architetto e politico spagnolo (n. 1893)
- 4 febbraio - Luisa d'Orléans, principessa francese (n. 1869)
- 5 febbraio - Luigi Montemartini, botanico e politico italiano (n. 1869)
- 5 febbraio - Frederike van Balen-Klaar, insegnante e attivista olandese (n. 1861)
- 6 febbraio - Constantin Argetoianu, politico rumeno (n. 1871)
- 6 febbraio - Gaetano Basile, medico e igienista italiano (n. 1864)
- 6 febbraio - Giorgio VI del Regno Unito, sovrano britannico (n. 1895)
- 6 febbraio - Anacleto Milani, presbitero italiano (n. 1883)
- 6 febbraio - Ottorino Rizzi, politico, partigiano e avvocato italiano (n. 1904)
- 7 febbraio - Norman Douglas, scrittore britannico (n. 1868)
- 7 febbraio - Philip G. Epstein, sceneggiatore statunitense (n. 1909)
- 7 febbraio - Sebastião da Gama, poeta e docente portoghese (n. 1924)
- 7 febbraio - Pete Henry, giocatore di football americano e allenatore di football americano statunitense (n. 1897)
- 7 febbraio - Fritz Schmedes, militare tedesco (n. 1894)
- 8 febbraio - György Skvarek, calciatore ungherese (n. 1903)
- 8 febbraio - Hilda di Lussemburgo, principessa (n. 1864)
- 9 febbraio - Valentino Gola, calciatore italiano (n. 1898)
- 10 febbraio - Macedonio Fernández, filosofo e poeta argentino (n. 1874)
- 11 febbraio - Matija Murko, filologo, linguista e slavista sloveno (n. 1861)
- 11 febbraio - Arnaldo Petretti, avvocato, funzionario e politico italiano (n. 1878)
- 13 febbraio - Andrėj Cikota, presbitero bielorusso (n. 1891)
- 13 febbraio - Alfred Einstein, musicologo e critico musicale tedesco (n. 1880)
- 13 febbraio - Josephine Tey, scrittrice scozzese (n. 1896)
- 13 febbraio - Elisabeth Winterhalter, chirurga, ginecologa e attivista tedesca (n. 1856)
- 14 febbraio - Maurice Dewaele, ciclista su strada, ciclocrossista e pistard belga (n. 1896)
- 14 febbraio - Henri Donnedieu de Vabres, giurista francese (n. 1880)
- 14 febbraio - Molly Malone, attrice statunitense (n. 1888)
- 15 febbraio - Dušan Sernec, politico e ingegnere elettrotecnico jugoslavo (n. 1882)
- 15 febbraio - Léo Staats, ballerino, coreografo e direttore artistico francese (n. 1877)
- 15 febbraio - Ray Taylor, regista statunitense (n. 1888)
- 15 febbraio - Ethel Wales, attrice statunitense (n. 1878)
- 16 febbraio - Jaap Barendregt, calciatore olandese (n. 1905)
- 17 febbraio - Edvige Carboni, mistica italiana (n. 1880)
- 17 febbraio - Cipriano Facchinetti, giornalista e politico italiano (n. 1889)
- 17 febbraio - Lotte Pritzel, artista e costumista tedesca (n. 1887)
- 17 febbraio - Henri Rinck, compositore di scacchi francese (n. 1870)
- 18 febbraio - Antoine-Pierre-Jean Fourquet, missionario e arcivescovo cattolico francese (n. 1872)
- 18 febbraio - Enrique Jardiel Poncela, drammaturgo spagnolo (n. 1901)
- 18 febbraio - Hugo Sedláček, nuotatore e pallanuotista cecoslovacco (n. 1895)
- 19 febbraio - Francesco Giberti, vescovo cattolico italiano (n. 1890)
- 19 febbraio - Enrique González Martínez, poeta messicano (n. 1871)
- 19 febbraio - Lawrence Grant, attore britannico (n. 1870)
- 19 febbraio - Knut Hamsun, scrittore norvegese (n. 1859)
- 19 febbraio - Sam Lufkin, attore statunitense (n. 1891)
- 20 febbraio - Carlos Julio Arosemena Tola, politico ecuadoriano (n. 1888)
- 21 febbraio - Francis Xavier Ford, vescovo cattolico e missionario statunitense (n. 1892)
- 21 febbraio - Christian von Pentz, militare tedesco (n. 1882)
- 23 febbraio - Donato Bachi, imprenditore e politico italiano (n. 1866)
- 23 febbraio - James Lithgow, imprenditore scozzese (n. 1883)
- 23 febbraio - Heinrich von Vietinghoff, generale tedesco (n. 1887)
- 23 febbraio - Lillian Worth, attrice statunitense (n. 1884)
- 24 febbraio - Vettese Guerino, fisarmonicista francese (n. 1895)
- 24 febbraio - Oreste Luppi, basso italiano (n. 1870)
- 24 febbraio - Adamo Mariotti, generale italiano (n. 1886)
- 24 febbraio - Arthur Millett, attore statunitense (n. 1874)
- 25 febbraio - Pietro Barcellona, magistrato e politico italiano (n. 1866)
- 25 febbraio - Ricardo Galeazzi, medico italiano (n. 1866)
- 26 febbraio - Ada Flatman, attivista britannica (n. 1876)
- 26 febbraio - Hugo Hörtnagl, alpinista e medico austriaco (n. 1874)
- 26 febbraio - Theodoros Pangalos, generale e politico greco (n. 1878)
- 26 febbraio - Josef Thorak, scultore e artigiano austriaco (n. 1889)
- 27 febbraio - Augusto Castrucci, sindacalista italiano (n. 1872)
- 28 febbraio - Aziza Amir, attrice e produttrice cinematografica egiziana (n. 1901)
- 28 febbraio - Albert Forster, politico e generale tedesco (n. 1902)
- 29 febbraio - Roger-Henri-Marie Beaussart, arcivescovo cattolico francese (n. 1879)

## Marzo(73)
- 1º marzo - Mariano Azuela, medico e scrittore messicano (n. 1873)
- 1º marzo - Gregory La Cava, regista, produttore cinematografico e sceneggiatore statunitense (n. 1892)
- 1º marzo - Paul Nemenyi, fisico e ingegnere ungherese (n. 1895)
- 2 marzo - Julius Wagner, tiratore di fune e ginnasta tedesco (n. 1882)
- 3 marzo - Antonio Cercariolo, presbitero italiano (n. 1877)
- 3 marzo - Agostino Lanzillo, sindacalista, politico e economista italiano (n. 1886)
- 4 marzo - Felix Ehrenhaft, fisico austriaco (n. 1879)
- 4 marzo - Juana Muller, scultrice cilena (n. 1911)
- 4 marzo - Charles Scott Sherrington, medico, neurofisiologo e patologo inglese (n. 1857)
- 5 marzo - Enrico Capris, calciatore italiano (n. 1893)
- 5 marzo - Vladimir Vladimirovič Ščerbačëv, compositore sovietico (n. 1889)
- 6 marzo - Franz Konrad, militare austriaco (n. 1906)
- 6 marzo - Giacomo Rimini, baritono italiano (n. 1888)
- 6 marzo - Jürgen Stroop, generale tedesco (n. 1895)
- 7 marzo - Franz Seitz Sr., regista e sceneggiatore tedesco (n. 1887)
- 7 marzo - Paramahansa Yogananda, filosofo, mistico e scrittore indiano (n. 1893)
- 8 marzo - Giovanni Cicali, ingegnere e scienziato italiano (n. 1875)
- 8 marzo - Luca Montuori, generale e politico italiano (n. 1859)
- 8 marzo - Mario Ricciardi, politico italiano (n. 1908)
- 9 marzo - Charles Dudley, attore e truccatore statunitense (n. 1883)
- 9 marzo - Aleksandra Michajlovna Kollontaj, rivoluzionaria russa (n. 1872)
- 11 marzo - Pietro Aschieri, ingegnere e architetto italiano (n. 1889)
- 11 marzo - Jan Foltys, scacchista cecoslovacco (n. 1908)
- 11 marzo - Iosif Iacobici, generale rumeno (n. 1884)
- 11 marzo - Pierre Renoir, attore francese (n. 1885)
- 12 marzo - Charles Armstrong, canottiere statunitense (n. 1881)
- 12 marzo - Hugh Herbert, attore statunitense (n. 1884)
- 12 marzo - Devereaux Jennings, direttore della fotografia statunitense (n. 1884)
- 13 marzo - Giovanni Battista Nasalli Rocca di Corneliano, cardinale e arcivescovo cattolico italiano (n. 1872)
- 13 marzo - Johan Nygaardsvold, politico norvegese (n. 1879)
- 13 marzo - Olphert Stanfield, calciatore nordirlandese (n. 1869)
- 15 marzo - Joaquín Amaro, generale, politico e editore messicano (n. 1889)
- 15 marzo - Enzo De Muro Lomanto, tenore italiano (n. 1902)
- 15 marzo - Ernst Haiger, architetto tedesco (n. 1874)
- 15 marzo - Angelo Senna, biologo italiano (n. 1866)
- 15 marzo - Nevil Sidgwick, chimico inglese (n. 1873)
- 16 marzo - Jack Budd, pallanuotista britannico (n. 1899)
- 16 marzo - Giunio Salvi, medico e politico italiano (n. 1869)
- 17 marzo - Albert Battel, avvocato e militare tedesco (n. 1891)
- 17 marzo - Giacomo Bergamonti, politico e partigiano italiano (n. 1919)
- 17 marzo - Dante Bernamonti, sindacalista e politico italiano (n. 1898)
- 18 marzo - Liborio Salomi, geologo, paleontologo e naturalista italiano (n. 1882)
- 19 marzo - Emanuele de Cillis, agronomo e politico italiano (n. 1866)
- 19 marzo - Robert Guérin, giornalista e dirigente sportivo francese (n. 1876)
- 20 marzo - Mario Ajmone Cat, generale e aviatore italiano (n. 1894)
- 21 marzo - William Morton, pistard britannico (n. 1880)
- 21 marzo - Peter Petersen, pedagogista tedesco (n. 1884)
- 21 marzo - Andries Jan Pieters, militare olandese (n. 1916)
- 21 marzo - Camillo Serafini, numismatico e politico italiano (n. 1864)
- 21 marzo - Arthur Wackenreuther, calciatore austriaco (n. 1887)
- 22 marzo - Don Stephen Senanayake, politico singalese (n. 1883)
- 22 marzo - Josef Winternitz, politico e economista tedesco (n. 1896)
- 24 marzo - Kurt Mälzer, generale e criminale di guerra tedesco (n. 1894)
- 24 marzo - Antonio Pietrantoni, geologo italiano (n. 1874)
- 24 marzo - José Enrique Varela, generale e politico spagnolo (n. 1891)
- 25 marzo - Léon Kauffman, politico lussemburghese (n. 1869)
- 26 marzo - J.P. McGowan, regista, attore e sceneggiatore australiano (n. 1880)
- 27 marzo - Kiichirō Toyoda, imprenditore giapponese (n. 1894)
- 28 marzo - Marcelle Ackein, pittrice francese (n. 1882)
- 28 marzo - Gunnar Åström, calciatore finlandese (n. 1904)
- 28 marzo - Francesco Dell'Erba, scrittore italiano (n. 1866)
- 28 marzo - George K. Hollister, direttore della fotografia statunitense (n. 1873)
- 28 marzo - Karl Weisenberger, generale tedesco (n. 1890)
- 29 marzo - Katherine Dreier, pittrice e mecenate statunitense (n. 1877)
- 30 marzo - Delfina Bunge, scrittrice, poetessa e saggista argentina (n. 1881)
- 30 marzo - Henry Hay, nuotatore australiano (n. 1893)
- 30 marzo - Ron Rawson, pugile britannico (n. 1892)
- 30 marzo - Jigme Wangchuck, re bhutanese (n. 1905)
- 30 marzo - Adolfo Zerboglio, avvocato, politico e giornalista italiano (n. 1866)
- 31 marzo - John Anderson, archeologo britannico (n. 1870)
- 31 marzo - Walter Schellenberg, generale e agente segreto tedesco (n. 1910)
- 31 marzo - Richard Hawley Tucker, astronomo statunitense (n. 1859)
- 31 marzo - Roland West, regista statunitense (n. 1885)

## Aprile(56)
- 1º aprile - Francesco Cazzamini-Mussi, poeta, scrittore e critico letterario italiano (n. 1888)
- 1º aprile - Alfonso Maria Riberi, archeologo, storiografo e presbitero italiano (n. 1876)
- 2 aprile - Eduardo Baccari, militare, diplomatico e medico italiano (n. 1871)
- 2 aprile - François Denhaut, ingegnere e aviatore francese (n. 1877)
- 2 aprile - Bernard Lyot, astronomo francese (n. 1897)
- 2 aprile - Ferenc Molnár, scrittore, drammaturgo e giornalista ungherese (n. 1878)
- 2 aprile - Attilio Momigliano, critico letterario italiano (n. 1883)
- 3 aprile - Nicholas Laucella, flautista e compositore statunitense (n. 1882)
- 3 aprile - Carmelo Patanè, arcivescovo cattolico italiano (n. 1869)
- 5 aprile - Agnes Morton, tennista britannica (n. 1872)
- 6 aprile - Cornelia Antolini, scrittrice, insegnante e poetessa italiana (n. 1866)
- 6 aprile - Jone Caciagli, cantante italiana (n. 1916)
- 6 aprile - Ciro Contini, ingegnere italiano (n. 1873)
- 6 aprile - Oscar Morin, missionario e vescovo cattolico canadese (n. 1878)
- 8 aprile - Fred Malatesta, attore statunitense (n. 1889)
- 9 aprile - Alberto Giannini, giornalista italiano (n. 1885)
- 10 aprile - Ugo Lombroso, fisiologo e superstite dell'Olocausto italiano (n. 1877)
- 11 aprile - Olaf Kjems, ginnasta danese (n. 1880)
- 11 aprile - Giuseppe Pino, inventore italiano (n. 1868)
- 12 aprile - Julia Cuypers, attrice olandese (n. 1871)
- 13 aprile - Margarethe Siems, soprano e pedagoga tedesca (n. 1879)
- 14 aprile - Erma Bossi, pittrice italiana (n. 1875)
- 15 aprile - Émile Baraize, egittologo francese (n. 1874)
- 15 aprile - Bruno Barilli, scrittore, compositore e critico musicale italiano (n. 1880)
- 15 aprile - Viktor Michajlovič Černov, rivoluzionario e politico russo (n. 1873)
- 15 aprile - Ludwig Kaas, politico e teologo tedesco (n. 1881)
- 15 aprile - Max Du Veuzit, scrittrice francese (n. 1876)
- 16 aprile - Corrado Barbagallo, storico italiano (n. 1877)
- 16 aprile - Aage Berntsen, schermidore danese (n. 1885)
- 17 aprile - John T. Myers, generale statunitense (n. 1871)
- 19 aprile - Jean-Marie Musy, politico svizzero (n. 1876)
- 19 aprile - James Lee Peters, ornitologo statunitense (n. 1889)
- 20 aprile - Otto Tiemann, generale tedesco (n. 1890)
- 21 aprile - Leslie Banks, attore e regista teatrale britannico (n. 1890)
- 21 aprile - Stafford Cripps, politico inglese (n. 1889)
- 21 aprile - Guy Owen, pattinatore artistico su ghiaccio canadese (n. 1913)
- 21 aprile - Antonio Picconi, vescovo cattolico italiano (n. 1885)
- 22 aprile - Les Ablett, pallanuotista britannico (n. 1904)
- 22 aprile - Guy Percy Lumsden Drake-Brockman, militare britannico (n. 1894)
- 22 aprile - Armando Tallarigo, militare e politico italiano (n. 1864)
- 23 aprile - Edgar Burgess, canottiere britannico (n. 1891)
- 23 aprile - George Grant Elmslie, architetto statunitense (n. 1869)
- 23 aprile - Alessandro Mariotti, nobile, avvocato e politico italiano (n. 1876)
- 23 aprile - Elisabeth Schumann, soprano tedesco (n. 1888)
- 24 aprile - Hendrik Anthony Kramers, fisico olandese (n. 1894)
- 25 aprile - Gertie Millar, attrice e cantante inglese (n. 1879)
- 25 aprile - Milsom Rees, chirurgo gallese (n. 1866)
- 26 aprile - Jan van der Hoeve, oculista e medico olandese (n. 1878)
- 27 aprile - Ferruccio Banissoni, psicologo italiano (n. 1888)
- 27 aprile - Guido Castelnuovo, matematico e statistico italiano (n. 1865)
- 27 aprile - Michele Robotti, ciclista su strada italiano (n. 1890)
- 28 aprile - Luisa Sofia di Schleswig-Holstein-Sonderburg-Augustenburg, principessa (n. 1866)
- 29 aprile - Manuel Portela Valladares, storico e politico spagnolo (n. 1867)
- 30 aprile - Mildred Cable, missionaria e scrittrice britannica (n. 1878)
- 30 aprile - Giuseppe Lepri, zoologo italiano (n. 1870)
- 30 aprile - Joan Rubió, architetto spagnolo (n. 1871)

## Maggio(53)
- 1º maggio - Alfred Nichols, mezzofondista britannico (n. 1890)
- 2 maggio - Antonio De Berti, politico italiano (n. 1889)
- 2 maggio - Ruth Hart, attrice statunitense (n. 1886)
- 2 maggio - Helge Liljebjörn, calciatore svedese (n. 1904)
- 2 maggio - Matrona la Cieca, santa russa (n. 1885)
- 3 maggio - Louis Wirth, sociologo tedesco (n. 1897)
- 5 maggio - Alberto Savinio, scrittore, pittore e drammaturgo italiano (n. 1891)
- 6 maggio - Maria Montessori, pedagogista, educatrice e medica italiana (n. 1870)
- 7 maggio - Juan Bautista Pérez, avvocato e politico venezuelano (n. 1869)
- 8 maggio - William Fox, produttore cinematografico ungherese (n. 1879)
- 8 maggio - Elizabeth Robbins, scrittrice, attrice e drammaturga statunitense (n. 1862)
- 8 maggio - Gioele Solari, filosofo e giurista italiano (n. 1872)
- 9 maggio - Fulvio Cordignano, presbitero, missionario e gesuita italiano (n. 1887)
- 9 maggio - Canada Lee, attore e pugile statunitense (n. 1907)
- 10 maggio - Gino Boccasile, illustratore, pubblicitario e militare italiano (n. 1901)
- 10 maggio - Clark Hull, psicologo statunitense (n. 1884)
- 11 maggio - Alessio Ascalesi, cardinale e arcivescovo cattolico italiano (n. 1872)
- 11 maggio - Giovanni Tebaldini, organista, compositore e musicologo italiano (n. 1864)
- 12 maggio - Elia Antonio Liut, militare e aviatore italiano (n. 1894)
- 13 maggio - Vera Amerighi Rutili, soprano italiano (n. 1896)
- 14 maggio - Cesare Goretti, filosofo e giurista italiano (n. 1886)
- 15 maggio - Albert Bassermann, attore tedesco (n. 1867)
- 15 maggio - Italo Montemezzi, musicista e compositore italiano (n. 1875)
- 16 maggio - Néstor Antón, cestista uruguaiano (n. 1924)
- 16 maggio - Frances Benjamin Johnston, fotografa e fotoreporter statunitense (n. 1864)
- 17 maggio - Ivan Zjatyk, presbitero ucraino (n. 1899)
- 18 maggio - Antonio Franceschini, generale italiano (n. 1889)
- 18 maggio - Ercole Frigerio, pilota motociclistico italiano (n. 1907)
- 18 maggio - Orazio Costante Grossoni, scultore italiano (n. 1867)
- 19 maggio - Luigi Fabris, scultore e ceramista italiano (n. 1883)
- 19 maggio - Alfredo Melli, giornalista italiano (n. 1870)
- 20 maggio - Edvige Mussolini, italiana (n. 1888)
- 20 maggio - Orfeo Ponsin, ciclista su strada italiano (n. 1928)
- 21 maggio - Mario Baldelli, giornalista, sindacalista e diplomatico italiano (n. 1896)
- 21 maggio - Giuseppe Belluzzo, ingegnere e politico italiano (n. 1876)
- 21 maggio - John Garfield, attore statunitense (n. 1913)
- 22 maggio - Mabel Besant-Scott, teosofa britannica (n. 1870)
- 22 maggio - Louis Rauch, calciatore, allenatore di calcio e dirigente sportivo svizzero (n. 1880)
- 22 maggio - Benjamin-Octave Roland-Gosselin, arcivescovo cattolico francese (n. 1870)
- 23 maggio - Fernand Halbart, velocista belga (n. 1882)
- 23 maggio - Giuseppe Latorre, partigiano e politico italiano (n. 1903)
- 23 maggio - Kenwa Mabuni, karateka e maestro di karate giapponese (n. 1889)
- 23 maggio - Georg Schumann, compositore tedesco (n. 1866)
- 25 maggio - Ettore Tolomei, geografo, politico e alpinista italiano (n. 1865)
- 26 maggio - Amado Alonso, filologo spagnolo (n. 1896)
- 26 maggio - Anne Anderson, illustratrice scozzese (n. 1874)
- 26 maggio - Emilie Flöge, stilista austriaca (n. 1874)
- 26 maggio - Eugene Jolas, scrittore, critico letterario e traduttore statunitense (n. 1894)
- 26 maggio - Richard Rober, attore statunitense (n. 1910)
- 28 maggio - Ethel Grenfell, baronessa Desborough, nobildonna inglese (n. 1867)
- 29 maggio - Tarcisio Robbiati, anarchico, antifascista e partigiano italiano (n. 1897)
- 30 maggio - Albert Lasker, pubblicitario e filantropo statunitense (n. 1880)
- 31 maggio - Stefano Jacini, politico e storico italiano (n. 1886)

## Giugno(58)
- 1º giugno - John Dewey, filosofo e pedagogista statunitense (n. 1859)
- 1º giugno - Malcolm St. Clair, regista, sceneggiatore e produttore cinematografico statunitense (n. 1897)
- 2 giugno - Wilhelm Hafenscher, sollevatore austriaco (n. 1929)
- 2 giugno - Bohumil Mathesius, poeta, traduttore e linguista ceco (n. 1888)
- 4 giugno - Federigo Angeli, pittore italiano (n. 1891)
- 6 giugno - Friedrich Fichter, chimico svizzero (n. 1869)
- 6 giugno - Clemente Gatti, presbitero e religioso italiano (n. 1880)
- 7 giugno - Ercole Boero, pallanuotista e allenatore di pallanuoto italiano (n. 1889)
- 7 giugno - Otto Juliusburger, psichiatra tedesco (n. 1867)
- 7 giugno - Henri Streicher, missionario e arcivescovo cattolico francese (n. 1863)
- 8 giugno - Johnny McDowell, pilota automobilistico statunitense (n. 1915)
- 8 giugno - Sergej Dmitrievič Merkurov, scultore russo (n. 1881)
- 9 giugno - Adolf Busch, violinista e compositore tedesco (n. 1891)
- 9 giugno - Luigi Puccianti, fisico italiano (n. 1875)
- 10 giugno - Hans Beck, ballerino, coreografo e direttore artistico danese (n. 1861)
- 10 giugno - Angelo Del Bon, pittore italiano (n. 1898)
- 10 giugno - Frances Theodora Parsons, botanica statunitense (n. 1861)
- 11 giugno - Jules Adler, pittore francese (n. 1865)
- 11 giugno - Pietro Calchi Novati, vescovo cattolico italiano (n. 1868)
- 11 giugno - Archibald Rawlings, calciatore inglese (n. 1891)
- 12 giugno - James Colquhoun Irvine, chimico scozzese (n. 1877)
- 12 giugno - Michael von Faulhaber, cardinale e arcivescovo cattolico tedesco (n. 1869)
- 12 giugno - Gladys Milton Palmer, produttrice cinematografica e nobile inglese (n. 1884)
- 13 giugno - Andreas Brecke, velista norvegese (n. 1879)
- 13 giugno - Emma Eames, soprano statunitense (n. 1865)
- 13 giugno - Clarence Gamble, tennista statunitense (n. 1881)
- 13 giugno - Arthur Lyon, schermidore statunitense (n. 1876)
- 13 giugno - Antonio Parano, ingegnere italiano (n. 1904)
- 14 giugno - Felix Calonder, politico svizzero (n. 1863)
- 15 giugno - Vladimir Aleksandrovič Al'bickij, astronomo russo (n. 1891)
- 15 giugno - Albert Eugene Gallatin, pittore statunitense (n. 1882)
- 15 giugno - Jakob Jud, linguista e filologo svizzero (n. 1882)
- 15 giugno - Krystyna Skarbek, agente segreta polacca (n. 1908)
- 17 giugno - Max Dehn, matematico tedesco (n. 1878)
- 17 giugno - Claudio Fermi, biochimico e microbiologo italiano (n. 1862)
- 17 giugno - Jack Parsons, ingegnere statunitense (n. 1914)
- 18 giugno - Efim Bogoljubov, scacchista ucraino (n. 1889)
- 18 giugno - Diana Coomans, pittrice belga (n. 1861)
- 18 giugno - Cameron Earl, ingegnere britannico (n. 1923)
- 18 giugno - Heinrich Schlusnus, baritono tedesco (n. 1888)
- 18 giugno - Luigi Simeoni, storico italiano (n. 1875)
- 19 giugno - Virgilio Ducceschi, fisiologo, biochimico e scienziato italiano (n. 1871)
- 19 giugno - Rezső Huber, calciatore ungherese (n. 1903)
- 19 giugno - František Kůrka, pallanuotista cecoslovacco (n. 1903)
- 20 giugno - Giulio Cerpi, fantino italiano (n. 1883)
- 20 giugno - Luigi Fagioli, pilota automobilistico italiano (n. 1898)
- 20 giugno - Dario Martin, calciatore italiano (n. 1903)
- 21 giugno - Gino Pieri, medico, partigiano e politico italiano (n. 1881)
- 22 giugno - Giuseppe Cavallera, politico italiano (n. 1873)
- 23 giugno - László Berti, schermidore ungherese (n. 1875)
- 24 giugno - Walter Poppe, calciatore tedesco (n. 1886)
- 26 giugno - Bindo Galli, magistrato e politico italiano (n. 1871)
- 27 giugno - Elmo Lincoln, attore statunitense (n. 1889)
- 28 giugno - Angelo Masieri, architetto italiano (n. 1921)
- 29 giugno - Alfred Braunschweiger, tuffatore tedesco (n. 1885)
- 30 giugno - Eugenio De Liguoro, attore e regista italiano (n. 1895)
- 30 giugno - Paul Funk, calciatore svizzero (n. 1896)
- 30 giugno - Mauno Pekkala, politico finlandese (n. 1890)

## Luglio(65)
- 1º luglio - Pietro Silvio Rivetta, giornalista, scrittore e illustratore italiano (n. 1886)
- 1º luglio - Fráňa Šrámek, scrittore e poeta ceco (n. 1877)
- 2 luglio - Giovanni Cerrina Feroni, militare italiano (n. 1866)
- 2 luglio - Ciro Grassi, compositore e organista italiano (n. 1868)
- 3 luglio - Matteo Roux, generale italiano (n. 1881)
- 4 luglio - Jan Kucharzewski, politico e storico polacco (n. 1876)
- 4 luglio - Walter Long, attore statunitense (n. 1879)
- 4 luglio - Karl Platen, attore tedesco (n. 1877)
- 5 luglio - Renato Simoni, critico teatrale, giornalista e commediografo italiano (n. 1875)
- 5 luglio - Alison Skipworth, attrice britannica (n. 1863)
- 5 luglio - Giuseppe Sterni, attore, regista e produttore cinematografico italiano (n. 1883)
- 6 luglio - Marie-Louise Bastié, aviatrice francese (n. 1898)
- 6 luglio - Sergio Der Abrahamian, arcivescovo cattolico armeno (n. 1868)
- 6 luglio - Marian Ellis, attivista inglese (n. 1878)
- 6 luglio - Oskar Ursinus, pioniere dell'aviazione e progettista tedesco (n. 1877)
- 7 luglio - Louis Bonnefon Craponne, imprenditore e dirigente pubblico francese (n. 1873)
- 7 luglio - Andreja Kojić, calciatore jugoslavo (n. 1896)
- 7 luglio - Frank Kugler, lottatore, sollevatore e tiratore di fune tedesco (n. 1879)
- 8 luglio - Mosè Ricci, politico italiano (n. 1884)
- 9 luglio - Max Clarenbach, pittore tedesco (n. 1880)
- 9 luglio - Giorgio Pasquali, filologo classico e grammatico italiano (n. 1885)
- 10 luglio - Rued Langgaard, compositore e organista danese (n. 1893)
- 10 luglio - Giuseppe Marcone, abate italiano (n. 1882)
- 11 luglio - Valeriu Traian Frențiu, vescovo cattolico rumeno (n. 1875)
- 11 luglio - Carlo Moretti, ciclista su strada italiano (n. 1908)
- 11 luglio - Fortunat Strowski, storico, saggista e critico letterario francese (n. 1866)
- 12 luglio - Enrico Besta, giurista e storico italiano (n. 1874)
- 12 luglio - Konrad Törnqvist, calciatore svedese (n. 1888)
- 14 luglio - Alfredo Biagini, scultore e ceramista italiano (n. 1886)
- 14 luglio - Shin Kato, giocatore di go giapponese (n. 1891)
- 15 luglio - Arthur Pink, teologo inglese (n. 1886)
- 15 luglio - Norman Taber, mezzofondista statunitense (n. 1891)
- 16 luglio - Jean Chantavoine, musicologo francese (n. 1877)
- 16 luglio - John Daunt, golfista britannico (n. 1865)
- 17 luglio - Vasilij Nikolaevič Platov, compositore di scacchi lettone (n. 1881)
- 18 luglio - Jack Earle, attore statunitense (n. 1906)
- 18 luglio - William Pimm, tiratore a segno britannico (n. 1864)
- 18 luglio - Paul Saintenoy, architetto, scrittore e storico dell'architettura belga (n. 1862)
- 19 luglio - Mathieu Bragard, calciatore belga (n. 1895)
- 19 luglio - Francesco Crispo Moncada, prefetto, poliziotto e politico italiano (n. 1867)
- 20 luglio - Ferdinand Lot, medievista francese (n. 1866)
- 20 luglio - Giovanni Marro, medico, antropologo e politico italiano (n. 1875)
- 21 luglio - Emilio Baldanello, attore e drammaturgo italiano (n. 1902)
- 21 luglio - Silvio Cator, lunghista e altista haitiano (n. 1900)
- 21 luglio - Pedro Lascuráin, politico, avvocato e diplomatico messicano (n. 1856)
- 21 luglio - Henry Thomas, scrittore, bibliografo e ispanista britannico (n. 1878)
- 23 luglio - Carl Severing, politico tedesco (n. 1875)
- 23 luglio - Carl Tanzler, radiologo tedesco (n. 1877)
- 24 luglio - Richard Johansson, pattinatore artistico su ghiaccio svedese (n. 1882)
- 25 luglio - Gypsy Abbott, attrice statunitense (n. 1897)
- 25 luglio - Domenico Fioritto, politico italiano (n. 1872)
- 25 luglio - Arthur Grunenberg, illustratore, pittore e grafico tedesco (n. 1880)
- 25 luglio - Knut Anton Walter Gyllenberg, astronomo svedese (n. 1886)
- 25 luglio - Renée Héribel, attrice francese (n. 1903)
- 26 luglio - Evita Perón, attrice, politica e sindacalista argentina (n. 1919)
- 27 luglio - Antonio Certani, violoncellista e compositore italiano (n. 1879)
- 27 luglio - Nino Rossi, pianista e compositore italiano (n. 1895)
- 27 luglio - Henry Terry, crickettista britannico (n. 1868)
- 28 luglio - Erich Metze, ciclista su strada e pistard tedesco (n. 1909)
- 28 luglio - Medea Norsa, filologa classica, grecista e papirologa italiana (n. 1877)
- 29 luglio - Charles Albert Williams, allenatore di calcio e calciatore inglese (n. 1873)
- 30 luglio - Duilio Corompai, pittore italiano (n. 1876)
- 31 luglio - Waldemar Bonsels, scrittore tedesco (n. 1880)
- 31 luglio - Jack Picken, calciatore scozzese (n. 1880)
- 31 luglio - Clara Viebig, scrittrice, drammaturga e giornalista tedesca (n. 1860)

## Agosto(55)
- 1º agosto - Arthur Shearly Cripps, religioso e missionario britannico (n. 1869)
- 1º agosto - Giulio Del Pelo Pardi, agronomo italiano (n. 1872)
- 1º agosto - Georg Hax, pallanuotista e ginnasta tedesco (n. 1870)
- 2 agosto - Charles K. French, attore statunitense (n. 1860)
- 2 agosto - Karel Lamač, regista, sceneggiatore e attore ceco (n. 1887)
- 2 agosto - Johann Lemmerz, progettista e imprenditore tedesco (n. 1878)
- 2 agosto - J. Farrell MacDonald, attore e regista statunitense (n. 1875)
- 3 agosto - Gustáv Mallý, pittore slovacco (n. 1879)
- 3 agosto - Henry Otto, attore, regista e sceneggiatore statunitense (n. 1877)
- 3 agosto - Vincenzo Scarpetta, attore, regista e commediografo italiano (n. 1877)
- 5 agosto - Sameera Moussa, fisica egiziana (n. 1917)
- 5 agosto - Francis Pegahmagabow, militare, politico e attivista nativo americano (n. 1891)
- 6 agosto - Umberto Rossi, vescovo cattolico italiano (n. 1879)
- 8 agosto - Andrée Cortis, scrittrice e poetessa francese (n. 1882)
- 8 agosto - Lon Poff, attore statunitense (n. 1870)
- 9 agosto - Maryam Jahangiri, poetessa, docente e musicista iraniana (n. 1917)
- 9 agosto - Vladimir Bertol'dovič Vil'ner, regista russo (n. 1885)
- 11 agosto - Gioachino Oleotti, partigiano italiano (n. 1908)
- 11 agosto - Alfredo Sassi, scultore italiano (n. 1869)
- 12 agosto - David Hofstein, poeta russo (n. 1889)
- 12 agosto - Lev Moiseevič Kvitko, poeta sovietico (n. 1890)
- 12 agosto - Mlle. Dazie, cantante, attrice e ballerina statunitense (n. 1884)
- 13 agosto - Wilm Hosenfeld, militare tedesco (n. 1895)
- 14 agosto - Lucangelo Bracci Testasecca, antifascista italiano (n. 1883)
- 15 agosto - Armida Barelli, educatrice italiana (n. 1882)
- 15 agosto - Dora Diamant, insegnante e attrice polacca (n. 1898)
- 16 agosto - Joseph Calmette, storico francese (n. 1873)
- 16 agosto - Alessandro Stefenelli, presbitero e missionario italiano (n. 1864)
- 17 agosto - Dick Bergström, velista svedese (n. 1886)
- 17 agosto - Romano Calò, attore e regista radiofonico italiano (n. 1883)
- 18 agosto - Ralph Byrd, attore statunitense (n. 1909)
- 18 agosto - Henri Expert, scrittore e musicologo francese (n. 1863)
- 18 agosto - Alberto Hurtado, gesuita cileno (n. 1901)
- 20 agosto - May Abbey, attrice statunitense (n. 1872)
- 20 agosto - Kurt Schumacher, politico tedesco (n. 1895)
- 21 agosto - Élisabeth, contessa Greffulhe, nobile francese (n. 1860)
- 21 agosto - Giulio Tagliavini, ciclista su strada e pistard italiano (n. 1883)
- 22 agosto - Giovanni Castellano, cuoco e pasticciere italiano (n. 1873)
- 22 agosto - Enrico Agostino Griffini, architetto e ingegnere italiano (n. 1887)
- 22 agosto - Hiranuma Kiichirō, politico giapponese (n. 1867)
- 23 agosto - Lorenzo Barco, generale italiano (n. 1866)
- 23 agosto - Frederic George Kenyon, paleografo e papirologo britannico (n. 1863)
- 23 agosto - Géza Kiss, nuotatore ungherese (n. 1882)
- 23 agosto - Cläre Lotto, attrice e ballerina tedesca (n. 1893)
- 25 agosto - Riccardo Astuto di Lucchese, diplomatico italiano (n. 1882)
- 26 agosto - Giovanni Cazzani, arcivescovo cattolico italiano (n. 1867)
- 26 agosto - Levkadija Harasymiv, religiosa ucraina (n. 1911)
- 27 agosto - Salvatore Gregorietti, pittore e decoratore italiano (n. 1870)
- 27 agosto - Corliss Palmer, attrice statunitense (n. 1899)
- 28 agosto - Bernhard Lösener, funzionario tedesco (n. 1890)
- 28 agosto - Lamar Trotti, sceneggiatore e giornalista statunitense (n. 1900)
- 29 agosto - Carlo Brasca, calciatore italiano (n. 1917)
- 29 agosto - Eufrasia del Sacro Cuore di Gesù, religiosa indiana (n. 1877)
- 30 agosto - Maurizio Lazzaro de Castiglioni, generale italiano (n. 1888)
- 31 agosto - Allen West, tennista statunitense (n. 1872)

## Settembre(48)
- 2 settembre - Hans von Rosen, cavaliere svedese (n. 1888)
- 3 settembre - Antti Tulenheimo, politico finlandese (n. 1879)
- 4 settembre - Majida Boulila, attivista tunisina (n. 1931)
- 4 settembre - Carlo Sforza, nobile, diplomatico e politico italiano (n. 1872)
- 5 settembre - Johannes Baptist Geisler, arcivescovo cattolico austriaco (n. 1882)
- 5 settembre - Hermann Stieve, medico e anatomista tedesco (n. 1886)
- 6 settembre - José Vicente de Freitas, generale e politico portoghese (n. 1869)
- 6 settembre - Gertrude Lawrence, attrice e cantante britannica (n. 1898)
- 6 settembre - William Ewart Napier, scacchista statunitense (n. 1881)
- 7 settembre - Alexander Popovic, calciatore e allenatore di calcio austriaco (n. 1891)
- 8 settembre - Percy Grant, ammiraglio inglese (n. 1867)
- 9 settembre - Romain Coolus, scrittore e commediografo francese (n. 1868)
- 9 settembre - Giuseppe Facchinetti Pulazzini, magistrato e politico italiano (n. 1862)
- 9 settembre - Jonas H. Ingram, ammiraglio statunitense (n. 1886)
- 10 settembre - Alberto De Dominicis, chimico italiano (n. 1879)
- 10 settembre - Antonio Lucarelli, storico italiano (n. 1874)
- 12 settembre - René Grousset, storico e orientalista francese (n. 1885)
- 13 settembre - Andreas Böhm, baritono ungherese (n. 1901)
- 14 settembre - Robert Crawshaw, pallanuotista e nuotatore britannico (n. 1869)
- 15 settembre - Arthur Colahan, psichiatra e cantautore irlandese (n. 1884)
- 15 settembre - Paolo Manna, presbitero italiano (n. 1872)
- 15 settembre - Corrado Mezzana, pittore italiano (n. 1890)
- 16 settembre - Marco Romano, calciatore italiano (n. 1910)
- 16 settembre - Vesta Tilley, cantante e attrice teatrale britannica (n. 1864)
- 16 settembre - Guido Viale, politico italiano (n. 1873)
- 17 settembre - Fred Sauer, regista, sceneggiatore e attore austriaco (n. 1886)
- 18 settembre - Frances Alda, soprano neozelandese (n. 1879)
- 19 settembre - Gus Dillon, giocatore di lacrosse canadese (n. 1883)
- 19 settembre - Carlos Tomás Wilson, calciatore argentino (n. 1889)
- 20 settembre - Alfredo Dallolio, generale e politico italiano (n. 1853)
- 20 settembre - Flavio Scano, architetto e ingegnere italiano (n. 1896)
- 20 settembre - Bill Schindler, pilota automobilistico statunitense (n. 1909)
- 21 settembre - Dietrich Wortmann, lottatore, sollevatore e dirigente sportivo tedesco (n. 1884)
- 22 settembre - Alfredo Cotani, politico, partigiano e sindacalista italiano (n. 1892)
- 22 settembre - George Passmore, giocatore di lacrosse statunitense (n. 1889)
- 22 settembre - Kaarlo Juho Ståhlberg, politico e giurista finlandese (n. 1865)
- 24 settembre - Johannes Willi, politico e imprenditore svizzero (n. 1882)
- 25 settembre - Carlo Calcaterra, critico letterario italiano (n. 1884)
- 26 settembre - George Ducker, calciatore canadese (n. 1871)
- 26 settembre - Bruce M. Mitchell, regista e attore statunitense (n. 1883)
- 26 settembre - George Santayana, filosofo, scrittore e poeta spagnolo (n. 1863)
- 27 settembre - Frederick Hird, tiratore a segno statunitense (n. 1879)
- 28 settembre - Paul Hastings Allen, musicista statunitense (n. 1883)
- 28 settembre - Wilhelm Karmann, imprenditore tedesco (n. 1874)
- 29 settembre - John Cobb, pilota automobilistico britannico (n. 1899)
- 29 settembre - Clifford Hugh Douglas, ingegnere britannico (n. 1879)
- 30 settembre - Waldorf Astor, II visconte Astor, politico britannico (n. 1879)
- 30 settembre - Beattie Ramsay, hockeista su ghiaccio canadese (n. 1895)

## Ottobre(65)
- 1º ottobre - James Vincenzo Capone, militare italiano (n. 1892)
- 1º ottobre - John Langenus, arbitro di calcio belga (n. 1891)
- 2 ottobre - William Gosling, calciatore inglese (n. 1869)
- 3 ottobre - Alfred Neumann, scrittore, drammaturgo e poeta tedesco (n. 1895)
- 4 ottobre - Egilberto Martire, giornalista e politico italiano (n. 1887)
- 6 ottobre - Mario Borsa, giornalista italiano (n. 1870)
- 6 ottobre - Teffi, scrittrice e drammaturga russa (n. 1872)
- 7 ottobre - Arnaldo Bonaventura, musicologo e saggista italiano (n. 1862)
- 7 ottobre - Rudolf Höllerl, calciatore austriaco (n. 1888)
- 7 ottobre - Eulalie Jensen, attrice statunitense (n. 1884)
- 7 ottobre - Hugh Stevenson Roberton, compositore e direttore di coro scozzese (n. 1874)
- 7 ottobre - Luigi Volta, astronomo e politico italiano (n. 1876)
- 8 ottobre - Arturo Rawson Corvalan, generale e politico argentino (n. 1885)
- 9 ottobre - Luigi Giunta, calciatore italiano (n. 1908)
- 9 ottobre - Alberigo Oreste Talarico, medico e politico italiano (n. 1890)
- 9 ottobre - Louis Upton, imprenditore statunitense (n. 1886)
- 10 ottobre - Stefano Aigotti, calciatore italiano (n. 1907)
- 10 ottobre - Mieczysław Wiśniewski, calciatore polacco (n. 1892)
- 11 ottobre - Jack Conway, regista, produttore cinematografico e attore statunitense (n. 1887)
- 12 ottobre - Franco Ferretti di Castelferretto, aviatore e politico italiano (n. 1900)
- 12 ottobre - Herbert Karlsson, calciatore svedese (n. 1896)
- 13 ottobre - Stanley Bacon, lottatore britannico (n. 1885)
- 13 ottobre - Gaston Baty, regista teatrale, commediografo e saggista francese (n. 1885)
- 13 ottobre - Giuseppe Scarpi, arbitro di calcio italiano (n. 1900)
- 14 ottobre - George Campbell Peery, politico statunitense (n. 1873)
- 14 ottobre - Jacques Mereno Pontremoli, mercante, antiquario e designer turco (n. 1886)
- 14 ottobre - Francisco de Zela, cestista peruviano (n. 1928)
- 15 ottobre - David A. Smart, critico letterario e giornalista statunitense (n. 1892)
- 17 ottobre - Julia Dean, attrice statunitense (n. 1878)
- 17 ottobre - Okada Keisuke, politico giapponese (n. 1868)
- 17 ottobre - Marcel Sommelet, chimico francese (n. 1877)
- 18 ottobre - Nathan Levinson, ingegnere statunitense (n. 1888)
- 18 ottobre - Francis P. Matthews, politico statunitense (n. 1887)
- 18 ottobre - Vladimir Ivanovič Voronin, navigatore e esploratore sovietico (n. 1890)
- 19 ottobre - Catherine Chisholm Cushing, commediografa e paroliera statunitense (n. 1874)
- 19 ottobre - Edward Sheriff Curtis, esploratore, etnologo e fotografo statunitense (n. 1868)
- 19 ottobre - Francesco Ribezzo, glottologo e archeologo italiano (n. 1875)
- 19 ottobre - Jan van der Sluis, calciatore olandese (n. 1889)
- 19 ottobre - Ernst Streeruwitz, politico austriaco (n. 1874)
- 20 ottobre - Enrico Bayon, medico e entomologo italiano (n. 1876)
- 20 ottobre - Michail Ivanovič Rostovcev, storico russo (n. 1870)
- 20 ottobre - Philip W. Sergeant, scrittore e scacchista britannico (n. 1872)
- 21 ottobre - Auguste Gaspais, vescovo cattolico e missionario francese (n. 1884)
- 22 ottobre - Pietro Carnerini, scultore italiano (n. 1887)
- 22 ottobre - Battista Danesi, ciclista su strada e pistard italiano (n. 1886)
- 22 ottobre - Ernst Rüdin, psichiatra e genetista tedesco (n. 1874)
- 23 ottobre - Orazio Amato, pittore e politico italiano (n. 1884)
- 23 ottobre - Susan Peters, attrice statunitense (n. 1921)
- 23 ottobre - Carlo Alberto Viazzi, militare italiano (n. 1895)
- 24 ottobre - Judy Guinness, schermitrice britannica (n. 1910)
- 25 ottobre - Sergej Ėduardovič Bortkevič, compositore e pianista russo (n. 1877)
- 25 ottobre - Nicola Savoldi, pittore, decoratore e giudice italiano (n. 1864)
- 26 ottobre - Myrtle McAteer, tennista statunitense (n. 1878)
- 26 ottobre - Hattie McDaniel, attrice e cantante statunitense (n. 1893)
- 27 ottobre - Jiří Frejka, regista ceco (n. 1904)
- 27 ottobre - Joseph John Marus, conduttore radiofonico, giornalista e antifascista britannico (n. 1903)
- 27 ottobre - József Nagy, mezzofondista e velocista ungherese (n. 1884)
- 27 ottobre - Umberto Utili, generale italiano (n. 1895)
- 28 ottobre - Nicola Ciccolungo, avvocato e politico italiano (n. 1877)
- 28 ottobre - Billy Hughes, politico australiano (n. 1862)
- 29 ottobre - Harvey Thomas Dunn, pittore statunitense (n. 1884)
- 30 ottobre - Decimo Passani, scultore italiano (n. 1884)
- 30 ottobre - Mike Pingitore, suonatore di banjo statunitense (n. 1888)
- 31 ottobre - Aleksandr Aleksandrovič Andronov, fisico sovietico (n. 1901)
- 31 ottobre - Frank Wilson, regista cinematografico, attore e cantante britannico (n. 1873)

## Novembre(68)
- 1º novembre - Bertram Bracken, regista, sceneggiatore e attore statunitense (n. 1879)
- 1º novembre - Dixie Lee, attrice statunitense (n. 1909)
- 1º novembre - Guus Scheffer, sollevatore olandese (n. 1898)
- 2 novembre - Henry Edwards, regista, attore e produttore cinematografico inglese (n. 1883)
- 2 novembre - Maire O'Neill, attrice irlandese (n. 1885)
- 3 novembre - Louis Verneuil, drammaturgo francese (n. 1893)
- 4 novembre - Alberto Fogagnolo, politico italiano (n. 1893)
- 4 novembre - Jules Limbeck, calciatore e allenatore di calcio ungherese (n. 1904)
- 4 novembre - Sándor Pósta, schermidore ungherese (n. 1888)
- 4 novembre - Oskar Eberhard Ulbrich, botanico tedesco (n. 1879)
- 6 novembre - Beniamino Donzelli, imprenditore, dirigente d'azienda e politico italiano (n. 1863)
- 6 novembre - Ulderico Mazzolani, avvocato e politico italiano (n. 1877)
- 6 novembre - Franco Oliva, architetto e incisore italiano (n. 1885)
- 6 novembre - Arthur Rosenkampff, ginnasta e multiplista statunitense (n. 1884)
- 7 novembre - Filippos Karvelas, ginnasta greco (n. 1877)
- 7 novembre - Georges Mys, canottiere belga (n. 1880)
- 8 novembre - Vladimiro Arangio-Ruiz, filosofo e grecista italiano (n. 1887)
- 8 novembre - Gino Fano, matematico italiano (n. 1871)
- 9 novembre - George Herbert, IV conte di Powis, nobile inglese (n. 1862)
- 9 novembre - Harold Innis, storico canadese (n. 1894)
- 9 novembre - Vladimir Ipatieff, chimico russo (n. 1867)
- 9 novembre - Chaim Weizmann, politico e chimico russo (n. 1874)
- 10 novembre - Otto Appel, agronomo e botanico tedesco (n. 1867)
- 10 novembre - Kurt Knoblauch, militare tedesco (n. 1885)
- 11 novembre - Eugenio Bossilkov, vescovo cattolico bulgaro (n. 1900)
- 11 novembre - Cesare Rossi, canottiere italiano (n. 1904)
- 11 novembre - Petâr Vičev, presbitero bulgaro (n. 1893)
- 11 novembre - Josafat Šiškov, presbitero bulgaro (n. 1884)
- 13 novembre - George Stadel, tennista statunitense (n. 1881)
- 15 novembre - Vincent Scotto, compositore francese (n. 1874)
- 16 novembre - Ciro Berardi, attore cinematografico italiano (n. 1895)
- 16 novembre - Georges Berger, ginnasta francese (n. 1897)
- 16 novembre - Solomija Krušel'nyc'ka, cantante lirica ucraina (n. 1872)
- 16 novembre - Auguste Marchais, maratoneta francese (n. 1872)
- 16 novembre - Charles Maurras, giornalista, saggista e politico francese (n. 1868)
- 16 novembre - Jesús Piñero, politico portoricano (n. 1897)
- 17 novembre - Melchiade Gabba, generale e politico italiano (n. 1874)
- 17 novembre - Charles Penrose, attore e comico inglese (n. 1873)
- 18 novembre - Ferdinand Bac, disegnatore austriaco (n. 1859)
- 18 novembre - Paul Éluard, poeta francese (n. 1895)
- 18 novembre - Louise Lester, attrice statunitense (n. 1867)
- 18 novembre - Iosif Grigorevič Neman, ingegnere aeronautico sovietico (n. 1903)
- 18 novembre - Giovanni Ossanna, ingegnere italiano (n. 1870)
- 19 novembre - Renaud Hoffman, regista, sceneggiatore e produttore cinematografico tedesco (n. 1895)
- 20 novembre - Edwin Conklin, biologo e zoologo statunitense (n. 1863)
- 20 novembre - Benedetto Croce, filosofo, storico e politico italiano (n. 1866)
- 21 novembre - Henriette Roland Holst, scrittrice olandese (n. 1869)
- 22 novembre - Arturo Boccassini, ingegnere italiano (n. 1887)
- 22 novembre - Pasquale Civiletti, scultore italiano (n. 1858)
- 22 novembre - George Cornet, pallanuotista britannico (n. 1877)
- 22 novembre - Otto Dietrich, politico, giornalista e scrittore tedesco (n. 1897)
- 22 novembre - Ted Morgan, pugile neozelandese (n. 1906)
- 23 novembre - Émile Fiévet, calciatore francese (n. 1886)
- 23 novembre - Axel Kristensen, tiratore a segno danese (n. 1873)
- 23 novembre - Fred Moore, animatore statunitense (n. 1911)
- 23 novembre - Juddha Shamsher Jang Bahadur Rana, politico nepalese (n. 1875)
- 23 novembre - Gaetano Rovereto, geologo e geografo italiano (n. 1870)
- 24 novembre - George Aschenbrener, ginnasta e multiplista statunitense (n. 1881)
- 24 novembre - Alfredo Pitta, traduttore e scrittore italiano (n. 1875)
- 24 novembre - Francesco Vercelli, fisico e matematico italiano (n. 1883)
- 24 novembre - Camille de Morlhon, regista e sceneggiatore francese (n. 1869)
- 25 novembre - Antonio Guarnieri, direttore d'orchestra, compositore e violoncellista italiano (n. 1880)
- 25 novembre - Léopold Marchand, commediografo, sceneggiatore e dialoghista francese (n. 1891)
- 26 novembre - Sven Hedin, esploratore e geografo svedese (n. 1865)
- 27 novembre - Maurice Prévost, pioniere dell'aviazione e aviatore francese (n. 1887)
- 28 novembre - Elena del Montenegro, regina montenegrina (n. 1873)
- 29 novembre - Giacomo Lacerenza, compositore, direttore di banda e trombettista italiano (n. 1885)
- 30 novembre - Elizabeth Kenny, infermiera australiana (n. 1880)

## Dicembre(84)
- 1º dicembre - Paul Cauchie, architetto e pittore belga (n. 1875)
- 1º dicembre - Alfonso Gallo, bibliotecario italiano (n. 1890)
- 1º dicembre - Louis Lapierre, missionario e vescovo cattolico canadese (n. 1880)
- 1º dicembre - Vittorio Emanuele Orlando, politico e giurista italiano (n. 1860)
- 2 dicembre - Arnaldo Andreoli, ginnasta italiano (n. 1893)
- 2 dicembre - Jean-Arthur Chollet, arcivescovo cattolico francese (n. 1862)
- 3 dicembre - Vladimír Clementis, politico slovacco (n. 1902)
- 3 dicembre - Otto Katz, scrittore e antifascista ceco (n. 1895)
- 3 dicembre - Rudolf Slánský, politico cecoslovacco (n. 1901)
- 4 dicembre - Giuseppe Antonio Borgese, germanista, giornalista e critico letterario italiano (n. 1882)
- 4 dicembre - Giuseppe Daodice, generale italiano (n. 1882)
- 4 dicembre - Alberto Fava, ingegnere italiano (n. 1877)
- 4 dicembre - Giuseppe Monnanni, editore, scrittore e anarchico italiano (n. 1887)
- 4 dicembre - Karen Horney, psichiatra e psicoanalista tedesca (n. 1885)
- 4 dicembre - Giuseppe Manni, generale italiano (n. 1881)
- 5 dicembre - Farhat Hached, sindacalista tunisino (n. 1914)
- 6 dicembre - Giovanni Goccione, calciatore italiano (n. 1882)
- 6 dicembre - Cicely Hamilton, scrittrice, giornalista e attrice inglese (n. 1872)
- 6 dicembre - Takenoshin Nakai, botanico giapponese (n. 1882)
- 6 dicembre - János Scheffler, vescovo cattolico rumeno (n. 1887)
- 6 dicembre - Jakob Sporrenberg, generale tedesco (n. 1902)
- 7 dicembre - Forest Ray Moulton, astronomo e matematico statunitense (n. 1872)
- 8 dicembre - Seward Collins, editore e sociologo statunitense (n. 1899)
- 8 dicembre - Charles Lightoller, marinaio britannico (n. 1874)
- 9 dicembre - Richard Reading, politico statunitense (n. 1882)
- 9 dicembre - Agostino degli Espinosa, saggista e romanziere italiano (n. 1904)
- 11 dicembre - Emilio Artom, matematico italiano (n. 1888)
- 11 dicembre - Zoja Barancevič, attrice russa (n. 1896)
- 11 dicembre - Agesilao Flora, pittore italiano (n. 1863)
- 11 dicembre - Joža Lovrenčič, poeta sloveno (n. 1890)
- 11 dicembre - Wilhelmus van Berkel, inventore e imprenditore olandese (n. 1869)
- 12 dicembre - Billy Cook, serial killer statunitense (n. 1928)
- 12 dicembre - Antonio D'Ormea, psichiatra italiano (n. 1873)
- 12 dicembre - Bedřich Hrozný, linguista, orientalista e archeologo ceco (n. 1879)
- 12 dicembre - Ettore Lombardo Pellegrino, giurista, avvocato e politico italiano (n. 1866)
- 14 dicembre - Michel Alexandre, filosofo francese (n. 1888)
- 14 dicembre - Teixeira de Pascoaes, poeta, scrittore e filosofo portoghese (n. 1877)
- 14 dicembre - Fartein Valen, compositore norvegese (n. 1887)
- 17 dicembre - Nino Barbantini, critico d'arte italiano (n. 1884)
- 18 dicembre - Surendranath Dasgupta, filosofo indiano (n. 1887)
- 18 dicembre - Charles-Gustave Kuhn, cavaliere svizzero (n. 1889)
- 18 dicembre - Branimir Porobić, calciatore jugoslavo (n. 1901)
- 18 dicembre - Ernst Stromer, paleontologo tedesco (n. 1870)
- 19 dicembre - Giuseppe Pontremoli, imprenditore e editore italiano (n. 1879)
- 19 dicembre - Otello Putinati, politico, antifascista e sindacalista italiano (n. 1899)
- 20 dicembre - Fritz Förderer, calciatore tedesco (n. 1888)
- 20 dicembre - Francesco La Grassa, architetto e ingegnere italiano (n. 1876)
- 20 dicembre - Ivan Olbracht, scrittore, traduttore e giornalista ceco (n. 1882)
- 21 dicembre - Alfredo Albertini, medico italiano (n. 1881)
- 21 dicembre - Ken Edwards, golfista statunitense (n. 1886)
- 22 dicembre - Charles Théodore Brécard, generale francese (n. 1867)
- 22 dicembre - Georges Le Roy, schermidore francese (n. 1870)
- 22 dicembre - Emilio Rizzi, pittore italiano (n. 1881)
- 22 dicembre - Jurigis Savickis, scrittore lituano (n. 1890)
- 23 dicembre - Marjorie Bowen, scrittrice e saggista inglese (n. 1885)
- 23 dicembre - Vasilij Jakovlevič Erošenko, scrittore, anarchico e esperantista russo (n. 1890)
- 23 dicembre - Eli Heckscher, economista svedese (n. 1879)
- 23 dicembre - Karel Kužel, calciatore cecoslovacco (n. 1899)
- 23 dicembre - Benito Lynch, scrittore argentino (n. 1885)
- 23 dicembre - Cesare Serono, chimico e politico italiano (n. 1871)
- 24 dicembre - Gaetano Cosentino, magistrato e politico italiano (n. 1880)
- 24 dicembre - Gino Gori, scrittore, poeta e filosofo italiano (n. 1876)
- 24 dicembre - Moses Häusler, calciatore austriaco (n. 1901)
- 24 dicembre - Anton Johanson, calciatore e allenatore di calcio svedese (n. 1877)
- 24 dicembre - Eugenio Porrati, calciatore italiano (n. 1893)
- 25 dicembre - Bernardino Molinari, direttore d'orchestra italiano (n. 1880)
- 25 dicembre - Harry Prinzler, ginnasta e multiplista statunitense (n. 1883)
- 25 dicembre - Herman Sörgel, architetto e filosofo tedesco (n. 1885)
- 25 dicembre - Otto zu Windisch-Graetz, ufficiale austriaco (n. 1873)
- 26 dicembre - Pietro Pancrazi, scrittore e critico letterario italiano (n. 1893)
- 26 dicembre - Władysław Strzemiński, pittore polacco (n. 1893)
- 27 dicembre - Horst Caspar, attore tedesco (n. 1913)
- 27 dicembre - Giuseppe Mazzoli, allenatore di calcio e calciatore italiano (n. 1902)
- 27 dicembre - Mary Engle Pennington, biochimica e batteriologa statunitense (n. 1872)
- 27 dicembre - Henri Winkelman, generale olandese (n. 1876)
- 28 dicembre - Carlo Agostini, patriarca cattolico italiano (n. 1888)
- 28 dicembre - Alessandrina di Meclemburgo-Schwerin, danese (n. 1879)
- 28 dicembre - Fletcher Henderson, pianista, direttore d'orchestra e compositore statunitense (n. 1897)
- 29 dicembre - Valentino Babini, generale italiano (n. 1889)
- 30 dicembre - Willie Brown, cantante e chitarrista statunitense (n. 1900)
- 30 dicembre - Alan James, regista e sceneggiatore statunitense (n. 1890)
- 30 dicembre - Filippo Martinengo, generale italiano (n. 1864)
- 30 dicembre - Gaetano Petrotta, presbitero, filologo e linguista italiano (n. 1882)
- 31 dicembre - Victor-Léon-Ernest Denain, generale e aviatore francese (n. 1880)

## Senza giorno specificato(52)
- Luca Albino, pittore italiano (n. 1884)
- Tryphosa Bates-Batcheller, cantante lirica statunitense (n. 1876)
- Richard Bell, arabista britannico (n. 1876)
- Luigi Brignoli, pittore italiano (n. 1881)
- Attilio Calderara, generale e aviatore italiano (n. 1886)
- Attilio Calzavara, architetto, grafico e pittore italiano (n. 1901)
- Licinio Cappelli, editore italiano (n. 1864)
- Pietro Chini, pittore e decoratore italiano (n. 1876)
- François Clerc, attore francese
- Annie Sophie Cory, scrittrice indiana (n. 1868)
- Maria Crisi Ginanni, scrittrice e giornalista italiana (n. 1891)
- Alfredo Dall'Aglio, calciatore italiano (n. 1916)
- Lodewijk van Deyssel, scrittore olandese (n. 1864)
- Alice Diamond, criminale britannica (n. 1896)
- Dilfirib Kadın, ottomana (n. 1890)
- Emsalinur Kadın, ottomana (n. 1866)
- Giuseppe Fammilume, pittore italiano (n. 1896)
- Medea Mei Figner, soprano e mezzosoprano italiano (n. 1859)
- Hugh Ford, regista e sceneggiatore statunitense (n. 1868)
- Karl von Frenckell, banchiere, ingegnere e esperantista finlandese (n. 1880)
- Gilbert Fuchs, pattinatore artistico su ghiaccio tedesco (n. 1871)
- Constant Girel, regista e direttore della fotografia francese (n. 1873)
- Gu Ruzhang, insegnante cinese (n. 1894)
- Herman Hauser, liutaio tedesco (n. 1882)
- Frederick Jacobi, musicista statunitense (n. 1891)
- Paolo Kind, ingegnere, saltatore con gli sci e dirigente sportivo italiano (n. 1880)
- Luigi La Rosa, politico italiano (n. 1875)
- Otto Ludwig Naegele, illustratore e pittore tedesco (n. 1880)
- Sidney Webber Northcote, regista britannico (n. 1884)
- Fred O'Connor, calciatore statunitense (n. 1902)
- Nazzareno Orlandi, pittore italiano (n. 1861)
- Siro Penagini, pittore italiano (n. 1885)
- Francis Whittier Pennell, botanico statunitense (n. 1886)
- Lorenzo Perrone, operaio italiano (n. 1904)
- Petros Persakis, ginnasta greco (n. 1879)
- Ottavio Piccinini, allenatore di calcio italiano (n. 1894)
- Giulio Pierangeli, avvocato e politico italiano (n. 1884)
- Luigi Nelson Pirzio Biroli, generale e dirigente sportivo italiano (n. 1859)
- Giovanni Polese, baritono italiano (n. 1873)
- John Alfred Prestwich, inventore e progettista inglese (n. 1874)
- Heinrich Riso, calciatore tedesco (n. 1882)
- Franz Sala, attore e truccatore italiano (n. 1886)
- Cornelius Shea, scrittore e sceneggiatore statunitense (n. 1863)
- Evgenij Fëdorovič Skvorcov, astronomo russo (n. 1882)
- Ngawang Sungrab Thutob, monaco buddhista tibetano (n. 1874)
- Laureto Tieri, fisico italiano (n. 1879)
- Fausto Topete, generale e politico messicano (n. 1888)
- Emilio Venturini, tenore italiano (n. 1878)
- Arnaldo Vighi, calciatore italiano (n. 1907)
- Eugenio Viti, pittore e scenografo italiano (n. 1881)
- Armando Volpi, poeta e pittore italiano (n. 1888)
- Luigi Zago, pittore italiano (n. 1894)